# Шепетовский краеведческий музей
Шепетовский краеведческий музей (укр. Шепетівський краєзнавчий музей) — краеведческий музей в городе Шепетовка Хмельницкой области Украины. Значительный культурный центр, крупное собрание материалов об истории и персоналиях города и района.
Расположен в историческом здании, являющемся памятником архитектуры местного значения, по адресу ул. Героев Небесной Сотни, дом. 52.

## История
Краеведческий музей в Шепетовке был основан в 1926 году как Шепетовский окружной краеведческий музей.
В 1929 году музейное заведение имело 3 основных отдела: естественный, социально-экономический и культурно-исторический. Социально-экономический отдел (крупнейший), в частности, хранил изделия кустарной промышленности, рукописи, старопечатные издания, монеты, археологические древности.

Первым директором музея был Владимир Кочубей, член Шепетовского археологического общества. Он же возглавлял Шепетовское научное общество при Украинской Академии Наук, которое действовало в течение 1926—30 годов на базе музея и было центром научных исследований Юго-Восточной Волыни.

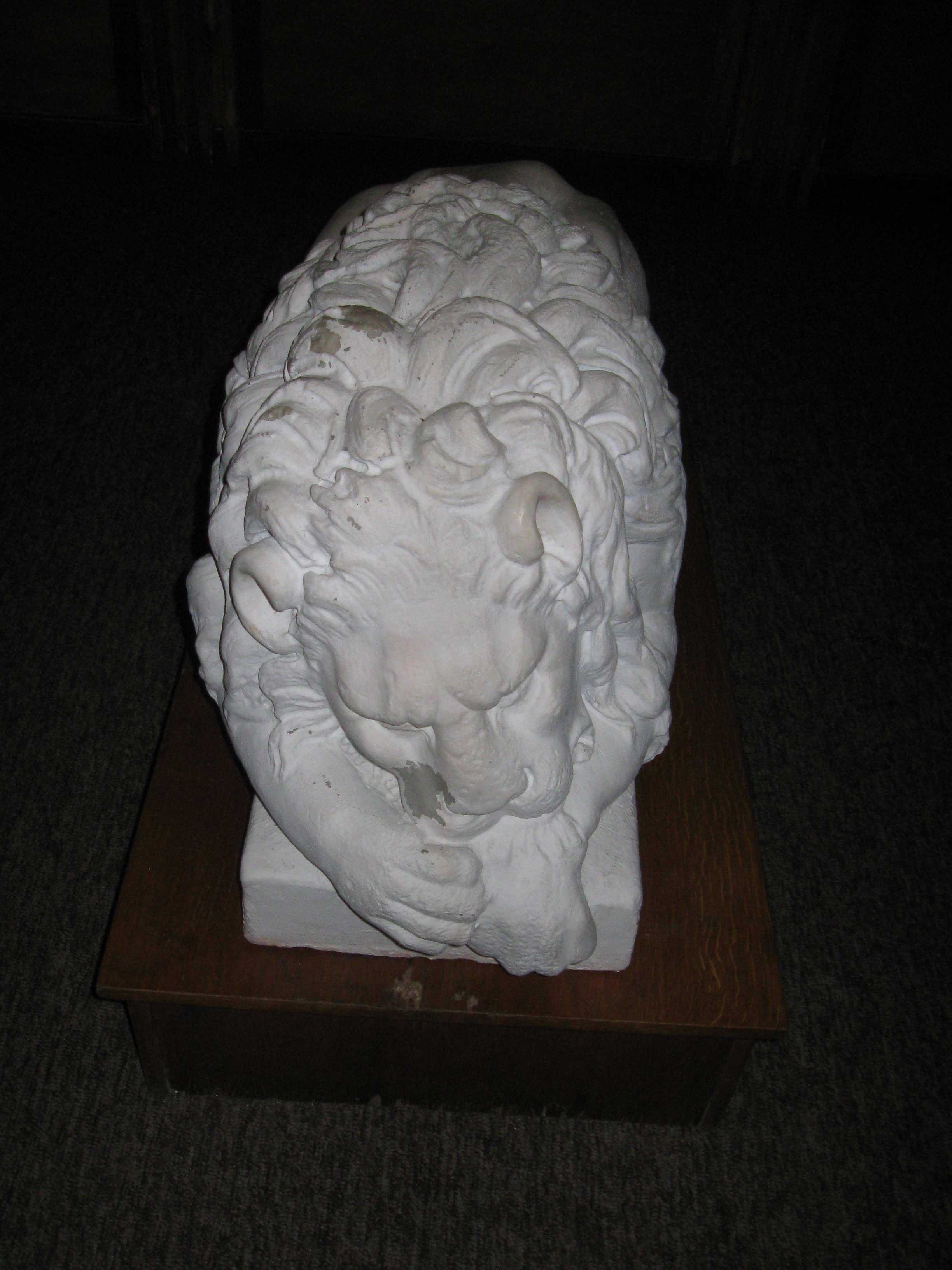
Фигура льва.

В период временной оккупации города немецко-фашистскими захватчиками во время Великой Отечественной войны экспонаты музея были разграблены, а само заведение прекратило свое существование.
В 1975 году в Шепетовке начал свою работу Шепетовский историко-краеведческий музей на общественных началах. В 1980 году на его базе был создан музей — отдел Хмельницкого областного краеведческого музея.
В 1982 году открыта новая экспозиция, которую оформил художник Я. Павлович (г. Хмельницкий).
В 1993—1994 годах проведена реконструкция отдельных разделов музея, в частности «Археологические древности Шепетовщины», «Социально-экономическое развитие края в 19 — начале 20 столетия».
В 2001 году в Шепетовском музее была открыта выставка «Шепетовщина за годы независимой Украины».
В конце 2000-х годов, а именно в середине января 2008 года произошло неприятное событие — злоумышленники похитили одного из двух мраморных львов, украшавших вход в музей. Этих львов из поселка Антонин Красиловского района, из имения Потоцких, привез бывший председатель ревкома, известный и авторитетный в то время человек Иван Семенович Линник. По поводу кражи было возбуждено уголовное дело. С этого момента второй лев хранится внутри помещения Шепетовского краеведческого музея.

## Экспозиция и фонды
В Шепетовском краеведческом музее выставлено более 2 тысяч экспонатов в 5 залах:
- археологический зал — передний зал (фое музея), здесь выставлены отдельные артефакты, найденные в ходе археологических раскопок на Шепетовщине;

- зал естественных наук — раскрывает природные и животные богатства лесного Шепетовского края;

- историческая — освещает историческое продвижение города и края на протяжении веков, имеет витрины, посвященные культурному развитию, выдающимся персоналиям, связанным с Шепетовщиной;

- зал Великой Отечественной войны — содержит отдельные раритеты, связанные с Великой Отечественной войной, рассказывает о значении Шепетовского края в годы войны;

- этнографический зал — один из самых богатых, освещает этнографические особенности этого региона Волыни; обращает внимание на реконструкцию традиционного жилья жителей Шепетовшины.

Главная экспозиция музея рассказывает об истории города и района от эпохи неолита и до настоящего времени.
Этнография и быт края представлены в разделе «Интерьер крестьянского жилья XIX в.», который вызывает неизменный интерес у посетителей, знакомит их с изделиями гончарства, ткачества, лозоплетения, вышивками мастеров Шепетовщины и др.